# 本質的値域
数学の特に測度論の分野において、ある函数の本質的値域（ほんしつてきちいき、英: essential range）とは、直感的にはその函数の「無視できない」値域のことを言う。ある函数の本質的値域を考える一つの方法として、その函数の値域が最も「集中される」ような集合、というものがある。本質的値域は、測度空間上の実あるいは複素数値可測函数に対して定義することが出来る。

## 記号および有用な事実
- この記事を通して、順序付けられた組み合わせ (X, μ) はある測度空間 X と非負の加法的測度 μ を表すものとする。

- 非負の加法的測度の一つの性質として、単調性が挙げられる。すなわち、A が B の部分集合であるなら、加法的測度 μ に対して μ(A) ≤ μ(B) が成立する。

- f をある測度空間 (X, μ) から [0, ∞) への函数とし、集合 S = { x | μ(ƒ−1((x, ∞))) = 0 } を定める。このとき、f の本質的上限は集合 S の下限で定義される。S が空集合である場合、f の本質的上限は無限大であるものと定義される。

- g := |f| の本質的上限が有限であるような函数 f は、本質的に有界と言われる。

- すべての本質的に有界な函数からなるベクトル空間で、そのノルムはそれら各函数の本質的上限で与えられるようなものを考える。そのようなベクトル空間は、そのノルムによって導かれる距離に関して、完備距離空間を形成する。数学的に、このことは本質的に有界な函数の全体はバナッハ空間を形成することを意味する。このバナッハ空間はしばしば L∞(μ) と表記され、これは Lp 空間の一種である。

## 正式な定義
f を L∞(μ) にも属するある測度空間 (X, μ) 上で定義される複素数値函数とする。このとき、f の本質的値域とは次の集合のことを言う：
{\displaystyle S=\left\{z\in \mathbb {C} :\mu (\{x:|f(x)-z|<\varepsilon \})>0\ {\text{for all}}\ \varepsilon >0\right\}.}
注釈：本質的値域は、次のように表現することも出来る。
ある複素数値函数 f の本質的値域とは、各 ε-近傍の逆像が f の下で正測度を持つような複素数 z すべてからなる集合のことを言う。
上記のような本質的値域の表現は、その前の正式な定義と同値なものであり、したがってこの記事の以下の部分ではそのような表現も同様に利用することとする。

## 性質と例
1. 測度空間 (X, μ) 上で定義される絶対値が有界であるようなすべての複素数値関数は、本質的に有界である。この証明は次節で行われる。
2. 本質的に有界な函数 f の本質的値域は、常にコンパクトである。この証明も次節で行われる。
3. 函数の本質的値域 S は常に、その函数の値域 A の閉包の部分集合である。これは、A の閉包に属さないような w に対しては、ある ε-近傍 Vε で A と交わりを持たないようなものが存在するという事実に由来する。すなわち、f−1(Vε) は測度 0 となり、w は S の元となり得ない。
4. ある函数の値域がたとえ空でなくても、その本質的値域は空となり得ることに注意されたい。例えば、Q をすべての有理数の集合とし、T を Q の冪集合とする。このとき、T は Q 上の σ-代数となり、T のすべての元を 0 へ移す上への写像 m が Q 上の測度となって、測度空間 (Q, T, m) が形成される。今 Q を定義域とし、単位円内に含まれるすべての有理数の座標からなる集合を値域とする函数を f とすれば、f の値域は明らかに空ではない。しかし f の本質的値域は、例えば任意の複素数 w とその ε-近傍 V に対して f−1(V) が測度 0 となることより、空となる。
5. 上の例 4 はまた、ある函数の本質的値域が、その函数の値域の閉包の部分集合であっても、それら二つの集合は必ずしも一致しないことを意味する。

## 定理
定理 1
(X, μ) 上で定義されるすべての有界な複素数値函数は、本質的に有界である。
証明：
|f| が有界であるなら、ある a > 0 に対して |f| < a が成立する。したがって g = |f| とすれば、g−1(a, ∞) は空となり、その測度は 0 である。このことは、集合 S = { x | μ(g−1((x, ∞))) = 0 } が空でなく、したがって g の本質的上限が有限であることを意味する。よって、f は本質的に有界である。
定理 2
L∞(μ) に属する測度空間 (X, μ) 上で定義されるある複素数値函数 f の本質的値域は、μ が非負の加法的測度であるなら、コンパクトである。
証明
S をそのような函数の本質的値域とする。ハイネ・ボレルの被覆定理より、S が閉かつ有界であることを示せば十分である。S が閉であることを示すために、S 内のすべての収束列が S 内のある元に収束することを示す。S 内の点からなるある収束列を (wn) とし、その極限を w とする。また V を w のある ε-近傍とする。このとき、f の下での Vε の逆像が正の測度を持つことを示す。初めに、 n > N ≥ wn を満たし、Vε に属すような N を選ぶ。Vε は開集合であり、wN+1 は Vε に属すため、wN+1 に関する δ-近傍 Vδ で Vε に含まれるようなものを選ぶことが出来る。wN+1 は S に属すため、f の下での Vδ の逆像は正の測度を持つ。Vδ は Vε の部分集合であるため、f−1(Vδ) は f−1(Vε) の部分集合である。f−1(Vδ) が正の測度を持つことに注意すれば、f−1(Vε) も正の測度を持つことが従う。ε は任意であったため、w は S に属し、したがって S は閉集合である。
f は本質的に有界であるため、g = |f| に対し、g−(a, +infinity) が測度 0 となるようなある a が存在することに注意されたい。したがって、|w| > a を満たすようなある複素数 w と、集合 K = {complex numbers z | |z| > a} を定めれば、K に含まれるような w の p-近傍 Vp が存在する（K は開集合であるため）。今、g−1(a, +infinity) = f−1(K) であり、したがって f−1(K) は測度 0 となることに注意されたい。もし f−1(Vp) が正の測度を持つなら、f−1(Vp) は f−1(K) の部分集合であったため、f−1(K) も正の測度を持つこととなるが、これは矛盾である。したがって f−1(Vp) は測度 0 であり、w は S の元にはなり得ない。このことは、S が K の補集合の部分集合であることを意味し、したがって S は有界である。
定理の応用と追記
1. 函数の本質的値域は常に、半径がその函数の本質的上限と等しいような R2 内の閉球に含まれることに注意されたい。
2. 直感的に言うと、本質的に有界な函数とは、測度 0 の集合（すなわち、測度論的な意味で「無視できる」集合）の上で非有界となるような函数である。一方、有界な函数とは空集合の上で非有界となるような函数である（この表現は数学的に正確ではないが、考え方の基本となる）。空集合は測度 0 であるため、すべての有界函数は本質的に有界であることが予想される。実際、この事実は前述の定理 1 で証明されている。
3. 定理 2 の証明は、非負の加法的測度は単調であるという事実に大きく依存していることに注意されたい。